# Trưng cầu dân ý về tư cách thành viên Liên minh châu Âu của Cộng hòa Séc 2003

Cộng hòa Séc và EU trước khi gia nhập vào năm 2004

Một cuộc trưng cầu dân ý về việc gia nhập Liên minh châu Âu được tổ chức tại Cộng hòa Séc vào ngày 13 và 14 tháng 6 năm 2003. Đề xuất này được 77,3% cử tri ủng hộ, với tỷ lệ cử tri đi bầu là 55,2%. Cộng hòa Séc gia nhập EU vào ngày 1 tháng 5 năm 2004.

## Bối cảnh
Các cuộc thăm dò ý kiến trong thời gian chuẩn bị cho cuộc trưng cầu dân ý cho thấy tỷ lệ ủng hộ việc gia nhập tăng từ 63% lên hơn 70%, với tỷ lệ ủng hộ cao nhất là ở những người trẻ hơn, giàu hơn và có trình độ học vấn cao hơn.

## Quyết định của các đảng
Bảng liệt kê các đảng phái chính trị có đại diện trong quốc hội vào thời điểm trưng cầu dân ý.
| Quyết định   | Đảng phái chính trị                                        | Đảng phái chính trị              |
| ------------ | ---------------------------------------------------------- | -------------------------------- |
| Đồng ý       |                                                            | Đảng Xã hội Dân chủ Séc          |
| Đồng ý       | Đảng Dân chủ Công dân                                      |                                  |
| Đồng ý       | Liên minh Cơ đốc giáo và Dân chủ – Đảng Nhân dân Tiệp Khắc |                                  |
| Đồng ý       | Liên minh Tự do – Liên minh Dân chủ                        |                                  |
| Không đồng ý |                                                            | Đảng Cộng sản Bohemia và Moravia |

## Kết quả thăm dò ý kiến
| Thời gian               | Cơ quan | Đồng ý                 | Không đồng ý | Chưa quyết định |     |     |     |
| ----------------------- | ------- | ---------------------- | ------------ | --------------- | --- | --- | --- |
| Thời gian               | Cơ quan | 19–26 tháng 5 năm 2003 | CVVM         | Chưa quyết định | 63% | 22% | 15% |
| 7–14 tháng 4 năm 2003   | CVVM    | 58%                    | 24%          | 18%             |     |     |     |
| Tháng 3 năm 2003        | STEM    | 51%                    | 16%          | 33%             |     |     |     |
| 3–10 tháng 3 năm 2003   | CVVM    | 59%                    | 22%          | 19%             |     |     |     |
| Tháng 2 năm 2003        | STEM    | 50%                    | 32%          | 18%             |     |     |     |
| 3–10 tháng 2 năm 2003   | CVVM    | 59%                    | 23%          | 18%             |     |     |     |
| 28 tháng 1 năm 2003     | STEM    | 47%                    | 19%          | 34%             |     |     |     |
| Tháng 12 năm 2002       | STEM    | 48%                    | 21%          | 31%             |     |     |     |
| Tháng 11 năm 2002       | STEM    | 48%                    | 19%          | 33%             |     |     |     |
| 17–24 tháng 10 năm 2002 | CVVM    | 47%                    | 18%          | 23%             |     |     |     |
| Tháng 9 năm 2002        | STEM    | 43%                    | 20%          | 37%             |     |     |     |
| 5–12 tháng 6 năm 2002   | CVVM    | 42%                    | 17%          | 41%             |     |     |     |
| 22–29 tháng 4 năm 2002  | CVVM    | 40%                    | 19%          | 41%             |     |     |     |
| Tháng 3 năm 2002        | STEM    | 46%                    | 19%          | 35%             |     |     |     |
| Tháng 11 năm 2001       | STEM    | 47%                    | 19%          | 34%             |     |     |     |
| 2–9 tháng 5 năm 2001    | STEM    | 40%                    | 22%          | 38%             |     |     |     |
| 5–12 tháng 3 năm 2001   | STEM    | 45%                    | 18%          | 37%             |     |     |     |
| Tháng 10 năm 2000       | STEM    | 48%                    | 15%          | 37%             |     |     |     |
| Tháng 5 năm 2000        | STEM    | 42%                    | 16%          | 42%             |     |     |     |
| Tháng 9 năm 1999        | STEM    | 44%                    | 19%          | 39%             |     |     |     |
| Tháng 4 năm 1999        | STEM    | 46%                    | 14%          | 40%             |     |     |     |
| Tháng 4 năm 1997        | STEM    | 50%                    | 16%          | 34%             |     |     |     |
| Tháng 8 năm 1996        | STEM    | 46%                    | 13%          | 41%             |     |     |     |

## Kết quả trưng cầu dân ý
| Lựa chọn                     | Lựa chọn                     | Phiếu bầu | %      |
| ---------------------------- | ---------------------------- | --------- | ------ |
| Đồng ý                       | Đồng ý                       | 3.446.758 | 77.33  |
| Không đồng ý                 | Không đồng ý                 | 1.010.448 | 22.67  |
| Tổng cộng                    | Tổng cộng                    | 4.457.206 | 100.00 |
|                              |                              |           |        |
| Phiếu bầu hợp lệ             | Phiếu bầu hợp lệ             | 4.457.206 | 97.79  |
| Phiếu bầu không hợp lệ/trống | Phiếu bầu không hợp lệ/trống | 100.754   | 2.21   |
| Tổng cộng phiếu bầu          | Tổng cộng phiếu bầu          | 4.557.960 | 100.00 |
| Cử tri phiếu bầu đã đăng ký  | Cử tri phiếu bầu đã đăng ký  | 8.259.525 | 55.18  |
| Nguồn: Direct Democracy      |                              |           |        |